# (39447) 3412 T-3
3412 T-3 (asteroide 39447) é um asteroide da cintura principal. Possui uma excentricidade de 0.13857930 e uma inclinação de 8.90708º.
Este asteroide foi descoberto no dia 16 de outubro de 1977 por Cornelis Johannes van Houten e Ingrid van Houten-Groeneveld e Tom Gehrels em Palomar.